# 林夔
林夔（1465年—？），字元佐，福建興化府莆田縣人，民籍，明朝政治人物。

## 生平
成化二十二年（1486年）丙午科福建鄉試第八名舉人。弘治三年（1490年）中式庚戌科會試第十九名，二甲第八十名進士。歷官户部员外郎，十四年十月奉命整理辽东粮草。

## 家族
曾祖林勤，教諭；祖父林信；父林大猷，國子監監丞。母周氏。具慶下。